# میتو ایساکا
میتو ایساکا (ژاپنی: 井坂 美都؛ زادهٔ ۲۵ ژانویهٔ ۱۹۷۶) بازیکن فوتبال اهل ژاپن است که در تیم ملی فوتبال زنان ژاپن بازی کرده‌است.